# Elecciones legislativas francesas en Comoras de 1967
Las elecciones a la Asamblea Nacional francesa se celebraron en Comoras el 5 de marzo de 1967. El resultado fue la victoria de la Lista de la República Francesa, que obtuvo ambos escaños. Los asientos fueron ocupados por Saïd Ibrahim Ben Ali y Mohamed Ahmed.

## Resultados
|  | 100 % |

|  | 99.81 % |

|  | 0.19 % |

|  | 84.66 % |

|  | 15.34 % |